# III. Károly magyar király
III. Károly magyar király, másként VI. Károly német-római császár (németül: Karl, csehül: Karel, latinul: Carolus; Bécs, Habsburg Birodalom, 1685. október 1. – Bécs, Habsburg Birodalom, 1740. október 20.) a Habsburg-házból származó osztrák uralkodó főherceg és német-római császár 1711-től, valamint német, magyar és cseh király 1740-ben bekövetkezett haláláig. További titulusai között van még a nápolyi (1707–1735), a szardíniai (1708–1720) és a szicíliai királyi (1720–1735), valamint a parmai hercegi (1735–1740) cím is.
Károly volt I. Lipót császár és Pfalz–Neuburgi Eleonóra Magdolna második felnőttkort megért fia, aki fivérét, I. Józsefet követte a trónon annak fiúutód nélkül bekövetkezett 1711-es halála után. A rokona, II. Károly spanyol király halálát követően kirobbanó örökösödési háború során sikertelenül követelte a Spanyol Birodalom trónját. 1708-ban feleségül vette Braunschweig–Wolfenbütteli Erzsébet Krisztinát, akitől négy gyermeke született, de csak két leány érte meg a felnőttkort. 1713-ban, szembesülve esetleges fiúutód nélküli halálával, elfogadtatta a pragmatica sanctiót, biztosítva ezzel leánya, Mária Terézia trónutódlását. Ennek ellenére 1740-es halálát követően Mária Teréziának szembe kellett néznie a leányági öröklést megkérdőjelező országokkal az osztrák örökösödési háború keretében. Károly volt a Habsburg-ház utolsó egyenesági férfi leszármazottja.

## Élete

### Ifjúkora, neveltetése
I. Lipót német-római császár, magyar király és Pfalz–Neuburgi Eleonóra hercegnő hetedik gyermekeként született "Karl Franz Joseph Wenzel Balthasar Johann Anton Ignaz" néven. Testvérei közül négyen érték meg a felnőttkort. Egyedüli életben maradt bátyja a későbbi király József volt. Károly főherceget – Józseffel ellentétben – a katolikus Habsburg-családban megszokott módon jezsuita szellemben nevelték Antal Flórián liechtensteini herceg irányítása alatt. Ennek hatására buzgón vallásos személyiség lett. Édesapja Károlyt a spanyol trónra szánta, mivel ott ebben az időszakban a gyermektelen II. Károly uralkodott és Károly által akarták a Habsburg-ház uralmát fenntartani az ibériai királyságban.

### Harc a spanyol koronáért
II. Károly halálos ágyán XIV. Lajos francia király unokáját, Anjou Fülöpöt nevezte ki utódjául. Ez nemcsak az osztrák Habsburgok, hanem számos egyéb európai hatalom érdekét is sértette és háborúhoz vezetett. Nagy-Britannia és Hollandia Franciaország megerősödésétől tartva a Habsburg-dinasztiát támogatták. Károly 1703-ban spanyol királlyá kiáltatta ki magát és 1704-ben a Spanyol Királyságba utazott. Trónigényét elsősorban Katalóniában és Aragóniában támogatták. Károly Spanyolországban maradt és itt is kötött házasságot 1708-ban Erzsébet Krisztina braunschweig-wolfenbütteli hercegnővel.
József főherceg, akit időközben apja halála miatt I. József néven császárrá választottak, csapataival elfoglalta az itáliai spanyol birtokok és Spanyol-Németalföld nagy részét (a mai Belgiumot). Ez jelentősen megerősítette Károly helyzetét, azonban 1711-ben váratlan fordulat következett be. A fiúörökössel nem rendelkező József váratlan halála után Károlyt októberben VI. Károly néven német-római császárrá választották és december 22-én Majna-Frankfurtban meg is koronázták. Károly így ismét egyesíthette volna a Habsburg területeket, amely viszont nem állt brit és holland szövetségeseinek érdekében és így az 1714-es rastatti békében mégis le kellett mondania Spanyolországról. Ennek fejében viszont a spanyol örökségből megtarthatta Dél-Németalföldet (a mai Belgiumot), Nápolyt, Szardíniát.

### Házassága, gyermekei
Károly 1708. augusztus elsején Barcelonában vette feleségül Lajos Rudolf braunschweig–wolfenbütteli herceg leányát, Erzsébet Krisztinát (1691–1750). Házasságukból négy gyermek született:
- Lipót János (Bécsújhely, 1716. április 13. – Bécs, 1716. november 4.), Ausztria főhercege, kisgyermekként meghalt.
- Mária Terézia (Bécs, 1717. május 13. – Bécs, 1780. november 29.), Magyarország királynője, Ausztria főhercegnője, I. (Lotaringiai) Ferenc német-római császár (1708–1765) felesége.
- Mária Anna (Bécs, 1718. szeptember 18. – Brüsszel, 1744. december 16.), Ausztria főhercegnője, Károly Sándor lotaringiai herceg (1712–1780) felesége.
- Mária Amália (Bécs, 1724. április 5. – Bécs, 1730. április 19.), Ausztria főhercegnője, gyermekként meghalt.

### Magyar belpolitikája
Károly magyarországi uralkodását a Rákóczi-szabadságharcot lezáró szatmári béke ratifikálásával kezdte, amikor 1711. július 20-án ünnepélyesen megerősítette Barcelonában a megszületett békét. A főnemességre és a vele a törököktől visszaszerzett területeken nagy latifundiumokat nyert idegen főurakra támaszkodott. Két alkalommal viselt háborút a törökök ellen. Az 1716-18-i háborút lezáró pozsareváci békében visszaszerezte a Temesközt és a Szerémséget, továbbá Belgrádot (ez utóbbiról a másodikat lezáró 1739-i belgrádi békében le kellett mondania). Ezeket a területeket katonai igazgatás alá rendelte Claude Florimond de Mercy gróf vezetésével.

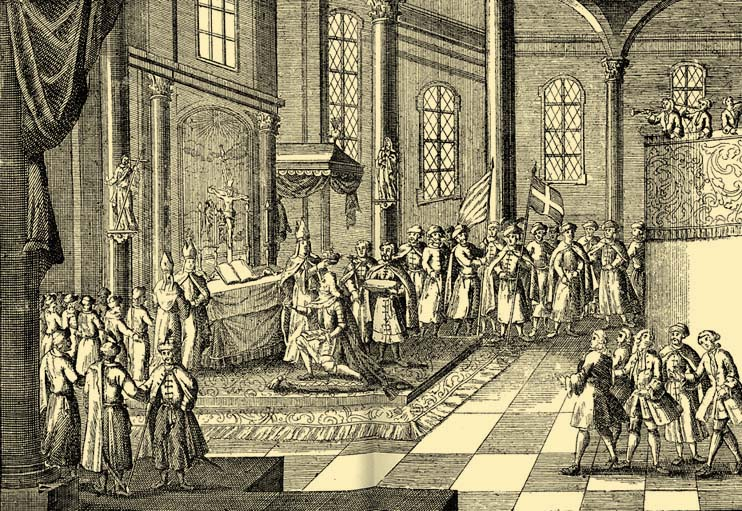
III. Károly magyar király koronázása Pozsonyban, 1712. május 22.

Igyekezett Magyarországot a Habsburg Birodalomba minél jobban bekapcsolni, érvényesíteni próbálta a központi akaratot. Tanácsadó testületével Bécsből kormányzott, döntéseit a magyar kancellária közvetítette. 1709–1723 között Budára és környékére, Tolna, Baranya és Somogy megyékbe, a törököktől visszafoglalt Bánságba, a Rákóczi-szabadságharc idején elpusztított Északnyugat-Magyarországra, erdélyi területre, de máshová is több százezer német parasztot telepített. Az utóbbi területeken a magyaroknak tilos volt a letelepedés. Ezeket a korlátozó intézkedéseket később Mária Terézia – miután a magyar nemesek kiálltak mellette – részben feloldotta.
Uralkodása alatt került sor az állandó hadsereg felállítására és a Pozsonyban működő Helytartótanács felállítására 1723-ban. A protestánsok helyzetét az 1731-ben kiadott Carolina resolutio szabályozta. Elrendelte a protestáns hitre térők szigorú büntetését, a protestánsok szabad vallásgyakorlatát a megengedett helyekre korlátozta, s bevezette a dekretális esküt, amellyel a protestánsokat kizárta az állami közhivatalokból.

### Pragmatica sanctio
1716-ban meghalt egyetlen fia, és ettől kezdve alapvetően egy probléma megoldása foglalkoztatta, mégpedig a leányági örökösödés elismertetése. Az 1703-ban I. Lipót és József főherceg által létrehozott szerződést 1713-ban hozták nyilvánosságra, mely alapvetően két fontos határozatot tartalmazott: Károly, illetve a későbbi uralkodók birtokainak oszthatatlanságát és az örökösödés kidolgozott rendjét, amely magába foglalta a leányági örökösödést is, ez utóbbiban azonban már Károly leányai, Mária Terézia és Mária Anna főhercegnők élveztek elsőbbséget József leányaival, Mária Jozefával és Mária Amáliával szemben.
5. § Ő legszentségesebb császári és királyi felsége férfiágának magvaszakadtával (mely magszakadást Isten legkegyelmesebben távol tartani méltóztassék) az öröklési jogon való utódlást e Magyarországban és koronájában, s az Isten segedelmével már visszaszerzett és visszaszerzendő ehhez tartozó részekben, országokban és tartományokban, felséges osztrák házának nőágára is és pedig első helyen a fentisztelt most uralkodó legszentségesebb császári és királyi felségnek.

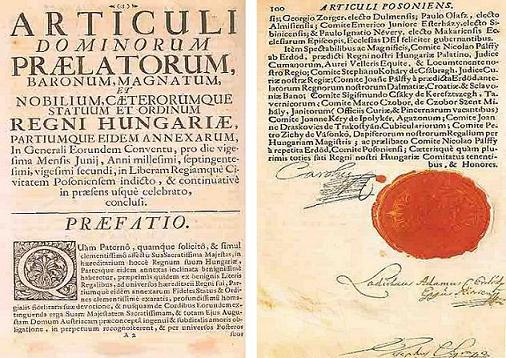
Pragmatica sanctio, 1713 körül

6. § Azután, ennek magvaszakadtával, a néhai boldogult Józsefnek,

7. § S ezeknek is magvaszakadtán, a néhai dicső Lipótnak, császároknak s Magyarország királyainak ágyékából leszármazókra, és ezeknek törvényes, római katholikus, mind két nemü ausztriai főherczeg utódaira […] az előrebocsátott jog és rend szerint, feloszthatatlanul s elválaszthatatlanul, kölcsönösen és együttesen örökösödésileg birtoklandó más országaiban s tartományaiban is megállapitott elsőszülöttségi rendhez képest, uralkodás és kormányzás végett átruházzák.

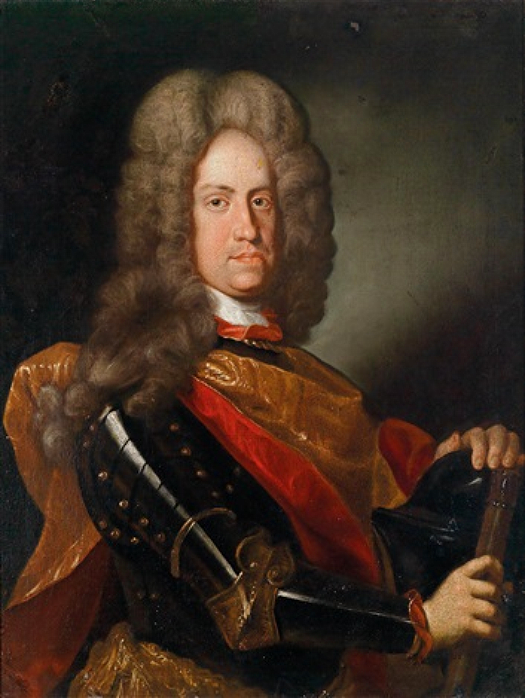
III. Károly feltételezett portréja

Fiúörökös születése híján Károly egyre nagyobb erőket mozgósított a Pragmatica sanctio elfogadtatására. E törvényét Csehország és Erdély után 1723-ban a magyar rendi országgyűléssel is elismertette. A birodalom osztrák felén Károly egy uralkodói rendelettel szabályozta a trónöröklést, ezt Magyarországon nem tehette meg, hiszen a jogforrási hierarchiában a magasabban álló jogszabállyal (törvény) nem ellenkezhet az alacsonyabb jogszabály (rendelet), és az 1687. évi II. és III. tc-ek rögzítették a férfiág örökösödését és annak (osztrák, majd spanyol ágának) kihalta után visszaszáll a szabad királyválasztójog a nemzetre. Tehát ezzel ellentétes (nőág örökösödését rögzítő) rendeletet nem hozhatott a király. Ezért volt szükség az országgyűlés összehívására és az ott történő törvényhozásra (1723. évi II. tc), amelyen Károly személyesen is megjelent. Az osztrák Habsburgok leányági örökösödését azonban az európai hatalmakkal is el kellett fogadtatni, ami már jóval lassabban haladt, mivel abban az időben a nemzetközi kapcsolatrendszert alapvetően a dinasztikus kapcsolatokon alapuló érdekek határozták meg. Károly hosszú, de eredményes diplomáciai manőverekbe kezdett. Angliát és Hollandiát azzal nyerte meg, hogy az 1731-es bécsi szerződésben kötelezte magát az 1722-ben Oostendében megalakított, a tengeri hatalmak számára kereskedelmi riválist jelentő Osztrák Kelet-indiai Társaság feloszlatására. (A társaság ettől kezdve csak névleg létezett tovább, a francia forradalom nyomán teljesen eltűnt). A poroszokat, akik abban segítették, hogy a birodalmi gyűlés a bajorok kivételével 1732-ben elfogadja a Pragmatica sanctiót, Károly császár Berg hercegségének átadásával kötelezte le. Végül 1735-ben XV. Lajos francia királlyal is kiegyezett: Károly legidősebb leányának, Mária Teréziának férje, Ferenc István lotaringiai herceg lemondott a Franciaországgal határos családi birtokáról Toszkána fejében.
A Pragmatica sanctio elismertetése után úgy tűnt, Károly mindent elrendezett, és Mária Terézia trónra kerülése nyugodt körülmények között zajlik majd le. Mint később azonban kiderült, Savoyai Jenő hercegnek lett igaza, aki kezdettől azt vallotta, hogy Mária Terézia utódlására nézve az erős hadsereg többet jelent, mint bármilyen szerződés.

### Halála
Károly idősebb korában is szívesen vadászott. Egy ilyen, a Moson vármegyei Féltorony mellett tartott vadászaton azonban megbetegedett (állítólag gyilkos galócát evett), s néhány nappal később, 1740. október 20-án 55 éves korában váratlanul elhunyt. Halála felkészületlenül érte a birodalmat, s leánya, Mária Terézia főhercegnő trónra lépése csak az európai hatalmak jóindulatától függött.
A Habsburgok hagyományos temetkezőhelyén, a bécsi kapucinusok templomának császári kriptájában temették el. 1750-ben ugyanide temették feleségét, Erzsébet Krisztina braunschweig-wolfenbütteli hercegnőt is.

## Címei

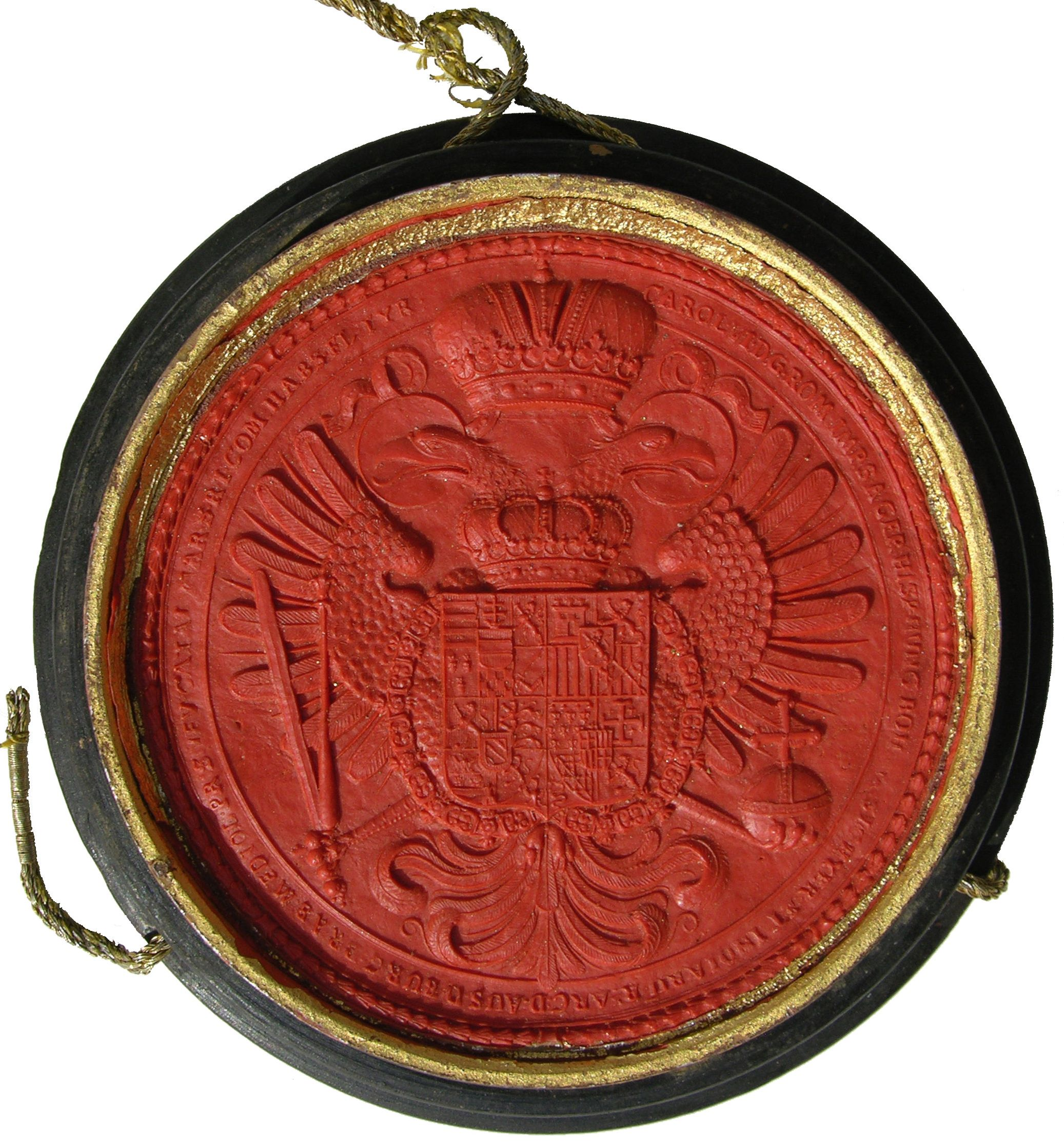
III. Károly nagypecsétje

„Római császár, és Német, Spanyol, Magyar, Cseh, Dalmát, Horvát s Szlavonországok stb. királya, Ausztria főherczege, Burgundia, Brabant, Styria, Karinthia s Krajna herczege, Morvaország őrgrófja, Habsburg, Tirol és Görz grófja”

## Titulusai

### Címei
Örökös címei:
- Ausztria főhercege
- Habsburg fejedelmi grófja
- Német, magyar és cseh királyi herceg

Az Aragóniai és Kasztíliai Korona országainak trónkövetelője mint III. Károly: 1703. szeptember 12. – 1715. július 2.
- Nápoly és Jeruzsálem királya mint VII. Károly: 1720. február 17. – 1734. június 2.
- Szicília királya, Athén és Neopatria hercege mint IV. Károly: 1713. február 11. – 1734. június 2.

Ausztria uralkodó főhercege mint III. Károly: 1711. április 17. – 1740. október 20.
Magyarország királya mint III. Károly: 1711. április 17. – 1740. október 20.
- Horvátország, Dalmátország, Szlavonország, Ráma, Szerbország, Galiczia, Lodoméria, Kunország, Bolgárország királya

koronázása: Szent Márton-dóm, Pozsony, 1712. május 20.
Csehország királya mint II. Károly: 1711. április 17. – 1740. október 20.
koronázása: Szent Vitus-székesegyház, Prága, 1723. szeptember 5.
A Szent Német-római Birodalom császára mint VI. Károly: 1711. október 27. – 1740. október 20.
- Német király

koronázása: Szent Bertalan-dóm, Frankfurt, 1711. október 22.
A Parmai Hercegség hercege mint II. Károly: 1735. október 3. – 1740. október 20.

### Címerei
|                                                          |                                                               |                                                                 |                                                         |                                                        |
| Károly címere mint a spanyol trón követelője (1705–1714) | Károly címere mint nápolyi és szicíliai király (1707/20–1734) | Károly aranypajzsos címere mint német-római császár (1711–1740) | Károly középcímere mint német-római császár (1711–1740) | Károly nagycímere mint német-római császár (1711–1740) |